# Paratropes lycoides
Paratropes lycoides är en kackerlacksart som beskrevs av Jean Guillaume Audinet Serville 1839. Paratropes lycoides ingår i släktet Paratropes och familjen småkackerlackor. Inga underarter finns listade i Catalogue of Life.